# Dansk Danseteater
Dansk Danseteater indtil 2005 Nyt Dansk Danseteater er et dansk moderne dansekompagni, stiftet 1981 af den engelsk/norske koreograf Randi Patterson i samarbejde med Anette Abildgaard, Ingrid Buchholtz, Mikala Barnekow og snart efter Warren Spears.

## Historie
Dansk Dansetater blev stiftet i 1981 som ”Nyt Dansk Danseteater” af den engelsk/norske koreograf og pionér Randi Patterson i samarbejde med Anette Abildgaard, Ingrid Buchholtz, Mikala Barnekow og snart efter Warren Spears. De var passionerede koreografer, der gjorde et stort arbejde for at sætte den moderne dans på det kulturelle landkort. Den engelskfødte balletdanser og koreograf Tim Rushton (MBE) var kompagniets kunstneriske leder fra 2001 til 2018. Han startede med at arbejde med et fast ensemble af fuldtidsdansere, og i 2010 kom kompagniet på Finansloven. Den svenske koreograf, danser og filmskaber Pontus Lidberg var kunstnerisk leder fra 2018 til 2022. I april 2022 blev den spanske danser og koreograf Marina Mascarell udnævnt til kompagniets nye kunstneriske leder.
Dansk Danseteater har siden 2017 haft fast base i Operaen på Holmen. Her har både administration, dansere og teknik hjemme. Kompagniet er en selvejende institution med egen økonomi og egen rammeaftale med Kulturministeriet. Samarbejdet med Det Kongelige Teater giver mulighed for at tilføre den smukke nationalscene flere spektakulære, moderne danseoplevelser, bl.a. på Takkelloftet, hvor Dansk Danseteater nogle gange om året har eksklusiv adgang til at præsentere forestillinger. Derudover har kompagniet mulighed for at opføre forestillinger en gang om året i Skuespilhuset. Dansk Danseteater har udover turnévirksomhed også stor succes med sin årligt tilbagevendende open-air forestilling: Copenhagen Summer Dance.
Kompagniet er sammensat af håndplukkede dansere fra hele verden.

## Tim Rushton
Kompagniets tidligere kunstneriske leder og chefkoreograf Tim Rushton (MBE) er født i England og uddannet ved Royal Ballet Upper School, Covent Garden, London. Han var ansat som balletdanser ved Deutsche Oper am Rhein 1982-1986, Malmö Stadsteater 1985-1987, og Den Kongelige Ballet 1987-1992, hvor han afsluttede sin dansekarriere for at hellige sig koreografien.
I sin tid som leder af Dansk Danseteater blev Tim Rushton nomineret 10 gange til Reumert-Prisen og modtog Årets Reumert i 1999 for "Busy Being Blue", 2005 for "Kridt", i 2006 for "Requiem" samt i 2008 for "Labyrint". I 2010 modtog Dansk Danseteater Årets Reumert for bedste danseforestilling med 'Frost' koreograferet af Tina Tarpgaard. Tim Rushton modtog i 2012 Bikubens Hæderspris. Af øvrige priser kan bl.a. nævnes Tim Rushtons tildeling af Teaterkatten november 2006 som bedste instruktør. 2007 Statens Kunstfonds Præmie for særlige kunstværker i 2006 for forestillingen: Requiem. 2008 Danmarks Teaterforenings hæderspris. 2009 Wilhelm Hansen Fondens Hæderspris. 2011 Ballettens Venners Hæderspris.
Tim Rushton er i dag koreograf og kunstnerisk leder af Kompagni B, Den Kongelige Ballets Ungdomskompagni.

## Pontus Lidberg
Den svenske koreograf, danser og filmskaber Pontus Lidberg var Dansk Danseteaters kunstneriske leder fra 2018 til 2022. Han er uddannet ved Den Kongelige Svenske Balletskole og har en kandidatgrad i Contemporary Performing Arts fra Göteborg Universitet.
Pontus Lidberg har skabt værker til flere toneangivende kompagnier, bl.a. New York City Ballet, Paris Opera Ballet, Royal Danish Ballet, Wiener Staatsballett and Martha Graham Dance Company.
Til Dansk Danseteater har han i sin tid som leder skabt forestillingerne Sirene, Kentaur (vinder af Lumen Prize Nordic Award), Roaring Twenties, Ikaros, Paysage, Soudain La Nuit (genopsætning med dansere fra A Costa Danza, Cuba og Dansk Danseteater) til Copenhagen Summer Dance. Pontus Lidberg blev i december 2024 udnævnt til kunstnerisk leder af Ballet Nice Méditerranée, Frankrig.

## Marina Mascarell
Marina Mascarell blev udnævnt til kunstnerisk leder af Dansk Danseteater 1. april 2023. Hun er født i Oliva, Spanien og er en veletableret koreograf. Huskoreograf ved Korzo Theatre i Haag 2011-21, Associated Artist ved Mercat de les Flors i Barcelona siden 2019 og grundlægger og kunstnerisk leder af MEI(s) Foundation.
Marina Mascarell har skabt værker til bl.a. Nederlands Dans Theater 1 og 2, GöteborgOperans Dansekompani, Biennale de la Danse of Lyon med Lyon Opera Ballet Skånes Dansteater, Dance Forum Tapei og The Australian Ballet, Sydney. Hun samarbejder også med andre kunstnere inden for billedkunst, film, musik og teater. Gennem sin karriere er hun blevet anerkendt og belønnet med adskillige priser, f.eks. BNG Excellent Dans Award 2015.
Hendes første forestilling for Dansk Danseteater med titlen Køter havde premiere i 2024 og var en nyopsætning af den oprindelige forestilling skabt til GöteborgsOperans Danskompani i 2015. Forestillingen turnerer rundt i Danmark og i udlandet. Til Copenhagen Summer Dance 2024 skabte Marina Mascarell forestillingen Bloody Moon, der ligeledes blev vist på Aarhus Summer Dance og på Statens Museum for Kunst i København.. 